# Osbornellus parallelus
Osbornellus parallelus är en insektsart som beskrevs av Delong och Knull 1941. Osbornellus parallelus ingår i släktet Osbornellus och familjen dvärgstritar. Inga underarter finns listade i Catalogue of Life.